# Dayi (Chengdu)
Dayi léase Da-Yí (en chino:大邑县, pinyin:Dàyì xiàn) es un condado bajo la administración directa de la Subprovincia de Chengdu, capital provincial de Sichuan. El condado yace en la parte occidental de la Llanura de Chengdu en una altitud promedio de 530 m s. n. m., ubicada a 48 km al oeste del centro financiero de la ciudad, formando una ciudad intermedia en Chengdu. Su área total es de 1327 km² y su población proyectada para 2017 fue de 513 700 habitantes.

## Administración
La ciudad de Dayi se divide en 25 pueblos que se administran en 1 Subdistrito, 16 poblados y 3 villas.

## Clima
Es una zona de clima monzónico húmedo subtropical, lluvias abundantes, poca luz solar, período largo sin heladas y cuatro estaciones distintas. Su clima es suave, se caracteriza por poco frío en invierno y poco calor en verano. La temperatura promedio anual es de 16 °C, el período promedio anual sin heladas es de 284 días, la precipitación promedio anual es de 1095.5 mm, la luz solar promedio anual es de 1076.5 horas y la humedad relativa promedio anual es de 83%.
| Parámetros climáticos promedio de Dayi (1981−2010) | Parámetros climáticos promedio de Dayi (1981−2010) | Parámetros climáticos promedio de Dayi (1981−2010) | Parámetros climáticos promedio de Dayi (1981−2010) | Parámetros climáticos promedio de Dayi (1981−2010) | Parámetros climáticos promedio de Dayi (1981−2010) | Parámetros climáticos promedio de Dayi (1981−2010) | Parámetros climáticos promedio de Dayi (1981−2010) | Parámetros climáticos promedio de Dayi (1981−2010) | Parámetros climáticos promedio de Dayi (1981−2010) | Parámetros climáticos promedio de Dayi (1981−2010) | Parámetros climáticos promedio de Dayi (1981−2010) | Parámetros climáticos promedio de Dayi (1981−2010) | Parámetros climáticos promedio de Dayi (1981−2010) |
| Mes                                                | Ene.                                               | Feb.                                               | Mar.                                               | Abr.                                               | May.                                               | Jun.                                               | Jul.                                               | Ago.                                               | Sep.                                               | Oct.                                               | Nov.                                               | Dic.                                               | Anual                                              |
| -------------------------------------------------- | -------------------------------------------------- | -------------------------------------------------- | -------------------------------------------------- | -------------------------------------------------- | -------------------------------------------------- | -------------------------------------------------- | -------------------------------------------------- | -------------------------------------------------- | -------------------------------------------------- | -------------------------------------------------- | -------------------------------------------------- | -------------------------------------------------- | -------------------------------------------------- |
| Temp. máx. abs. (°C)                               | 17.9                                               | 22.9                                               | 31.2                                               | 32.2                                               | 35.1                                               | 36.2                                               | 36.6                                               | 37.7                                               | 35.3                                               | 29.5                                               | 26.0                                               | 18.7                                               | '                                                  |
| Temp. máx. media (°C)                              | 9.3                                                | 11.5                                               | 16.0                                               | 21.7                                               | 26.3                                               | 27.9                                               | 29.7                                               | 29.4                                               | 25.7                                               | 20.6                                               | 16.0                                               | 10.5                                               | 20.4                                               |
| Temp. media (°C)                                   | 5.7                                                | 7.8                                                | 11.4                                               | 16.5                                               | 21.1                                               | 23.6                                               | 25.3                                               | 24.8                                               | 21.6                                               | 17.1                                               | 12.5                                               | 7.2                                                | 16.2                                               |
| Temp. mín. media (°C)                              | 3.0                                                | 5.1                                                | 8.0                                                | 12.6                                               | 17.2                                               | 20.4                                               | 22.1                                               | 21.6                                               | 19.0                                               | 14.9                                               | 10.1                                               | 4.6                                                | 13.2                                               |
| Temp. mín. abs. (°C)                               | -4.5                                               | -3.7                                               | -2.1                                               | 4.1                                                | 6.5                                                | 14.2                                               | 16.3                                               | 16.4                                               | 12.3                                               | 3.1                                                | 0.5                                                | -5.1                                               | '                                                  |
| Precipitación total (mm)                           | 11.7                                               | 16.4                                               | 31.3                                               | 54.5                                               | 81.9                                               | 114.9                                              | 227.6                                              | 265.3                                              | 143.3                                              | 52.6                                               | 22.0                                               | 9.2                                                | 1030.7                                             |
| Humedad relativa (%)                               | 85                                                 | 84                                                 | 83                                                 | 82                                                 | 77                                                 | 82                                                 | 86                                                 | 87                                                 | 86                                                 | 86                                                 | 85                                                 | 85                                                 | 84                                                 |
| Fuente: China Meteorological Data Service Center   |                                                    |                                                    |                                                    |                                                    |                                                    |                                                    |                                                    |                                                    |                                                    |                                                    |                                                    |                                                    |                                                    |